# Sigillo delle Isole Marshall
Il sigillo delle Isole Marshall è stato adottato nel 1986.

## Descrizione
Il sigillo è di forma circolare e costituito da uno sfondo blu, che rappresenta il mare. Al centro della figura è presente un angelo con le ali spiegate, che simboleggia la pace. Alle spalle dell'angelo vi sono due isole con una canoa polinesiana a destra e una palma a sinistra. Nella parte inferiore dello scudo circolare è presente una carta nautica. Nella parte superiore dello scudo è impressa la frase Republic of the Marshall Islands ("Repubblica delle Isole Marshall"), mentre in quella inferiore il motto nazionale Jepilpilin ke Ejukaan ("Raggiungere gli obiettivi attraverso lo sforzo comune").